# CD120
CD120، مجموعه تمایزی ۱۲۰ (به انگلیسی: Cluster of Differentiation 120) می تواند به دو عضو از ابرخانواده گیرنده‌های فاکتور نکروز تومور اشاره کند: گیرنده ۱ فاکتور نکروز تومور (TNFR1) و گیرنده ۲ فاکتور نکروز تومور (TNFR2).

## زیرگونه‌های گیرنده
دو نوع گیرنده وجود دارد که هر کدام توسط یک ژن جداگانه کدگذاری می شوند:
- CD120a - TNFR1 - عضو ابرخانواده TNFR 1A
- CD120b - TNFR2 - عضو ابرخانواده TNFR 1B

TNFR1 نوع گیرنده‌ای است که مسئول واسطه رفتار بیماری ناشی از TNF-alpha است، و در فرآیندهای نوروتوکسیک دخیل است. سطوح بالا از TNFR1 در اختلالات روانی شدید یافت شده است.

## مسیر سیگنالینگ

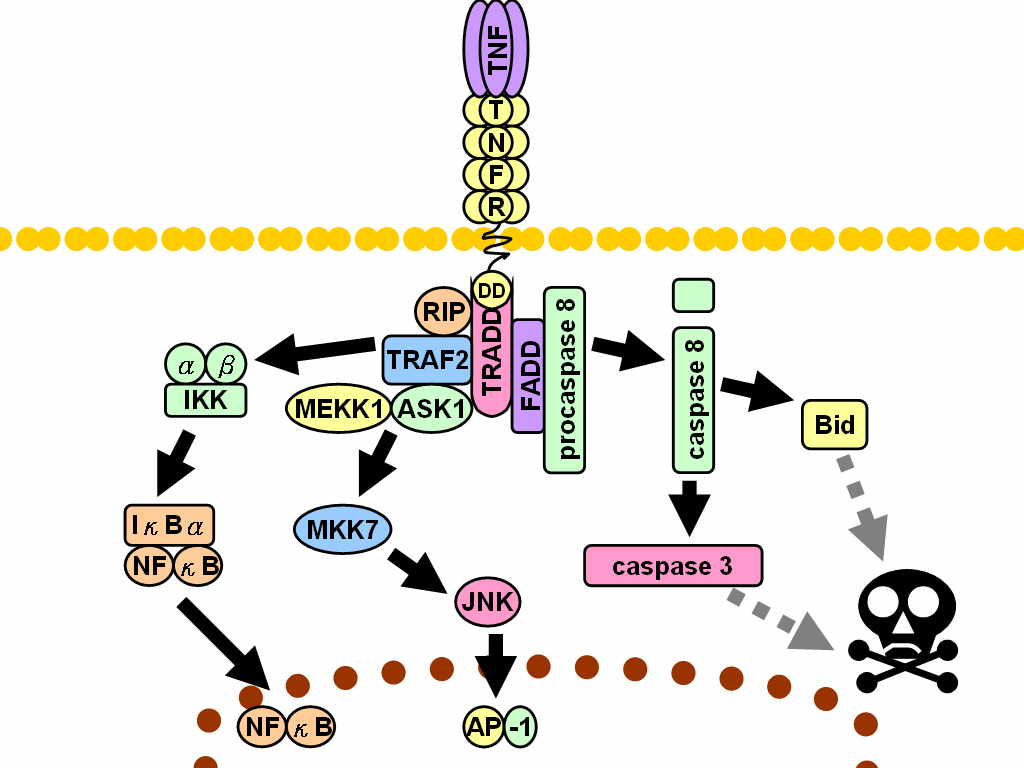
مسیر سیگنالینگ TNF R1.
خطوط خاکستری نقطه چین نشان دهنده چندین مرحله است

## همچنین ببینید
- مجموعه تمایزی